# The Soundtrack of Our Lives
The Soundtrack of Our Lives (T.S.o.O.L.) ist eine schwedische Rockband, deren Stil zwischen Psychedelic Rock, 1960er-Jahre Pop und Rock oszilliert. Nach einer Auflösung Ende 2012 fand die Band 2023 wieder für gelegentliche Auftritte zusammen.

## Geschichte

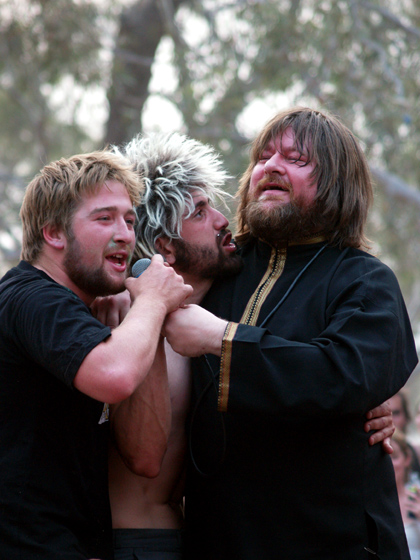
Sänger Ebbot Lundberg (rechts) bei einem Ausflug ins Publikum

Die Band wurde von Sänger Ebbot Lundberg und den Gitarristen Björn Olsson und Ian Person 1995 gegründet, nachdem sich ihre bisherige gemeinsame Band Union Carbide Productions aufgelöst hatte. Olsson verließ T.S.o.O.L. 1997 während der Arbeiten am zweiten Studioalbum und wurde durch Mattias Bärjed ersetzt. Dies blieb nach Gründung der Band die einzige Besetzungsänderung.
The Soundtrack of Our Lives waren lange Zeit nur in Schweden erfolgreich, bis sie mit ihrem dritten Album Behind the Music 2001 auch in den USA debütierten. Dieses Werk wurde für das beste Alternative Album bei den Grammy Awards 2003 nominiert. Mit dem Album Origin Vol. 1, das im Oktober 2004 in Deutschland erschien, tourten sie zusammen mit Oasis durch die USA. 2005 erschien die Doppel-CD A Present from the Past, auf der die Band unveröffentlichtes Material sowie B-Seiten und EP-Tracks veröffentlichte, zum Teil in neuer Abmischung. Das nächste Studioalbum mit neuem Material erschien nicht – wie vielfach erwartet – unter dem Titel Origin Vol. 2, sondern trägt den Namen Communion und wurde am 22. November 2008 – 40 Jahre nach dem weißen Album – als Doppel-CD/-LP in Skandinavien veröffentlicht. In Deutschland erschien das Album im April 2009 beim Label Haldern Pop Recordings.
Bereits vor dem deutschen Erscheinungstermin des Albums Throw It To the Universe im Juni 2012 gab die Gruppe bekannt, dass sie sich nach einer Abschiedstournee zum Jahresende auflösen würde.
In Schweden erschien bereits im Mai 2012 das Solodebüt There’s Only One Of Us Here des Sängers und Hauptsongwriters Ebbot Lundberg.
2023 fand die Band für einige Konzerte erneut zusammen. Für 2024 sind weitere Konzerte geplant.

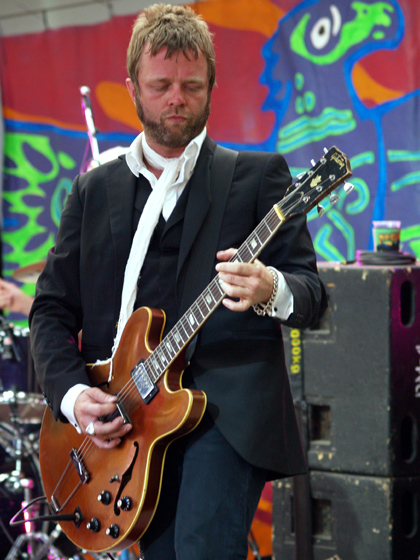
Ian Person

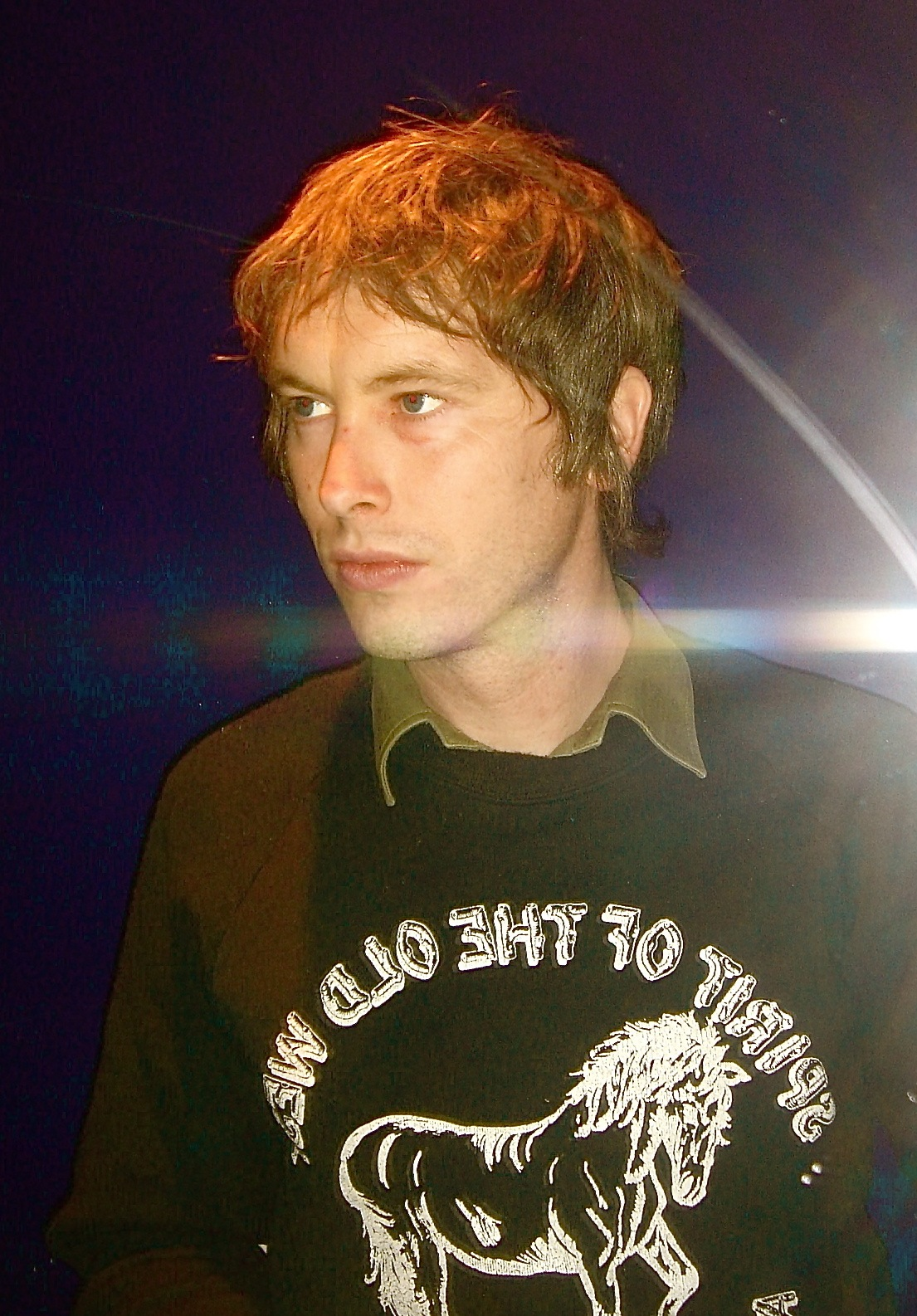
Kalle Gustafsson Jerneholm

## Diskografie

### Alben
| Jahr | Titel                                                                 | Höchstplatzierung, Gesamtwochen, AuszeichnungChartplatzierungen (Jahr, Titel, Platzierungen, Wochen, Auszeichnungen, Anmerkungen) | Höchstplatzierung, Gesamtwochen, AuszeichnungChartplatzierungen (Jahr, Titel, Platzierungen, Wochen, Auszeichnungen, Anmerkungen) | Anmerkungen                                                                                     |
| Jahr | Titel                                                                 | UK | SE | Anmerkungen                                                                                     |
| ---- | --------------------------------------------------------------------- | --- | --- | ----------------------------------------------------------------------------------------------- |
| 1996 | Welcome to the Infant Freebase                                        | — | SE7 Gold · (23 Wo.)SE |                                                                                                 |
| 1998 | Extended Revelation for the Psychic Weaklings of Western Civilization | — | SE16 (5 Wo.)SE |                                                                                                 |
| 2001 | Behind the Music                                                      | UK95 (1 Wo.)UK | SE3 Gold · (7 Wo.)SE |                                                                                                 |
| 2004 | Origin Vol. 1                                                         | — | SE1 Gold · (20 Wo.)SE | Erstveröffentlichung: 11. Oktober 2004                                                          |
| 2005 | A Present from the Past                                               | — | SE34 (6 Wo.)SE |                                                                                                 |
| 2008 | Communion                                                             | — | SE10 (15 Wo.)SE |                                                                                                 |
| 2010 | Golden Greats No. 1                                                   | — | SE46 (1 Wo.)SE |                                                                                                 |
| 2012 | Throw It to the Universe                                              | — | SE1 (7 Wo.)SE | Erstveröffentlichung: 22. Juni 2012                                                             |
| 2014 | Rest in Piece 1994-2012                                               | — | SE49 (1 Wo.)SE |                                                                                                 |
| 2022 | Homo Habilis Blues [2022]                                             | — | SE50 (1 Wo.)SE | neu abgemischte Vinyl-Ausgabe der EP von 1996 erweitert um 5 Song der „Romelanda Sessions 1995“ |

### EPs
| Jahr | Titel Album        | Höchstplatzierung, Gesamtwochen, AuszeichnungChartplatzierungen (Jahr, Titel, Album, Platzierungen, Wochen, Auszeichnungen, Anmerkungen) | Höchstplatzierung, Gesamtwochen, AuszeichnungChartplatzierungen (Jahr, Titel, Album, Platzierungen, Wochen, Auszeichnungen, Anmerkungen) | Anmerkungen |
| Jahr | Titel Album        | UK | SE | Anmerkungen |
| ---- | ------------------ | --- | --- | ----------- |
| 1996 | Homo Habilis Blues | — | SE23 (15 Wo.)SE |             |
| 2000 | Gimme Five!        | — | SE58 (4 Wo.)SE |             |

Weitere EPs
- 2010: Immaculate Convergence (nur als Download)

### Singles
| Jahr | Titel Album                           | Höchstplatzierung, Gesamtwochen, AuszeichnungChartplatzierungen (Jahr, Titel, Album, Platzierungen, Wochen, Auszeichnungen, Anmerkungen) | Höchstplatzierung, Gesamtwochen, AuszeichnungChartplatzierungen (Jahr, Titel, Album, Platzierungen, Wochen, Auszeichnungen, Anmerkungen) | Anmerkungen |
| Jahr | Titel Album                           | UK | SE | Anmerkungen |
| ---- | ------------------------------------- | --- | --- | ----------- |
| 1998 | Firmament Vacation –                  | UK96 (1 Wo.)UK | — |             |
| 2001 | Sister Surround Behind The Music      | UK80 (1 Wo.)UK | SE60 (1 Wo.)SE |             |
| 2004 | Bigtime Origin Vol. 1                 | UK78 (1 Wo.)UK | SE1 (9 Wo.)SE |             |
| 2005 | Heading for a Breakdown Origin Vol. 1 | UK70 (2 Wo.)UK | — |             |

Weitere Singles
- 1996: Instant Repeater ’99
- 1997: Blow My Cool
- 1998: Mantra Slider
- 1998: Black Star
- 1999: Avenger Hill Street Blues
- 2001: Still Aging
- 2001: Nevermore
- 2002: 21st Century Rip Off
- 2004: Believe I’ve Found
- 2008: Thrill Me
- 2009: RA 88
- 2009: Flipside
- 2009: Babel On
- 2009: The Ego Delusion